# Journal of Carbohydrate Chemistry
Das Journal of Carbohydrate Chemistry, abgekürzt J. Carbohyd. Chem, ist eine wissenschaftliche Fachzeitschrift, die von Taylor & Francis veröffentlicht wird. Die erste Ausgabe erschien im Jahr 1982. Derzeit erscheint die Zeitschrift neunmal im Jahr. Es werden Artikel zur Chemie und Biologie von Kohlenhydraten veröffentlicht.
Der Impact Factor lag im Jahr 2019 bei 0,855. Nach der Statistik des ISI Web of Knowledge wurde das Journal 2014 in der Kategorie Biochemie und Molekularbiologie an 243. Stelle von 289 Zeitschriften und in der Kategorie organische Chemie an 35. Stelle von 57 Zeitschriften geführt.
Chefredakteur ist Zhongwu Guo (Wayne State University, Vereinigte Staaten von Amerika).